# PyTorch
PyTorch är ett öppen källkodsbibliotek för maskininlärning (ML) utvecklat främst av Meta AI (tidigare Facebook AI). Det är baserat på Torch, ett tidigare bibliotek för djupinlärning skrivet i Lua. PyTorch är känt för sin flexibilitet, intuitiva API och starka stöd för GPU-accelererad beräkning, vilket gör det populärt för både forskning och kommersiella tillämpningar.

## Funktioner
- Imperativ och Pythonisk programmeringsstil: Till skillnad från vissa andra ML-bibliotek som använder en deklarativ stil, möjliggör PyTorch en mer imperativ programmeringsstil som liknar vanlig Python-kod. Denna egenskap gör det enklare att debugga, experimentera och bygga dynamiska beräkningsgrafer.
- Automatisk differentiering: PyTorch erbjuder automatisk differentiering, vilket förenklar beräkningen av gradienter som behövs för gradientbaserad optimering.
- GPU-acceleration: PyTorch har starkt stöd för NVIDIA:s CUDA-bibliotek, vilket möjliggör snabbare träning och inferens av modeller på GPU:er.
- Stort ekosystem och community: PyTorch har ett aktivt och växande community av användare och utvecklare. Det finns ett brett utbud av förtränade modeller, verktyg och bibliotek tillgängliga för PyTorch, vilket underlättar utvecklingsprocessen.[2]

## Användningsområden
PyTorch används i stor utsträckning inom en rad olika ML-applikationer, inklusive:
- Datorseende: Bildklassificering, objektigenkänning, bildsegmentering.
- Naturlig språkbehandling: Språkmodellering, maskinöversättning, textsammanfattning.
- Förstärkningsinlärning: Utveckling av agenter för spel, robotik och andra kontrollproblem.

## Jämförelse med andra bibliotek
PyTorch jämförs ofta med TensorFlow, ett annat populärt ML-bibliotek utvecklat av Google. Några viktiga skillnader inkluderar:
- Programmeringsmodell: PyTorch är mer imperativt, medan TensorFlow traditionellt har varit mer deklarativt, även om TensorFlow 2.x har flyttat sig närmare en imperativ stil.
- Forskning vs. Produktion: PyTorch är populärt inom forskningsgemenskapen tack vare sin flexibilitet, medan TensorFlow ofta ses som mer produktionsfärdigt på grund av dess robusta verktyg för driftsättning och skalbarhet.

## Exempel
Här är ett enkelt kodexempel i Python med PyTorch:
```
import
 
torch

# Skapa en tensor

x
 
=
 
torch
.
tensor
([
1
,
 
2
,
 
3
])

# Utför en operation

y
 
=
 
x
 
+
 
2

# Skriv ut resultatet

print
(
y
)
  
# Output: tensor([3, 4, 5])

```